# Ископаемое топливо

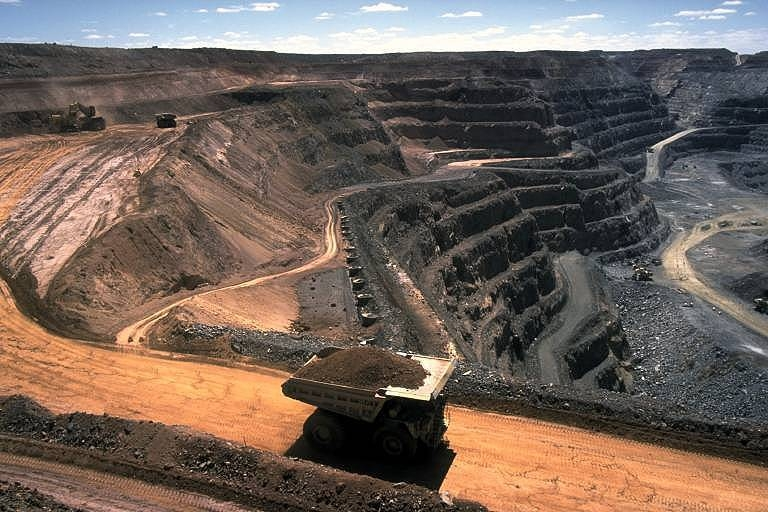
Угольный разрез — карьерный самосвал

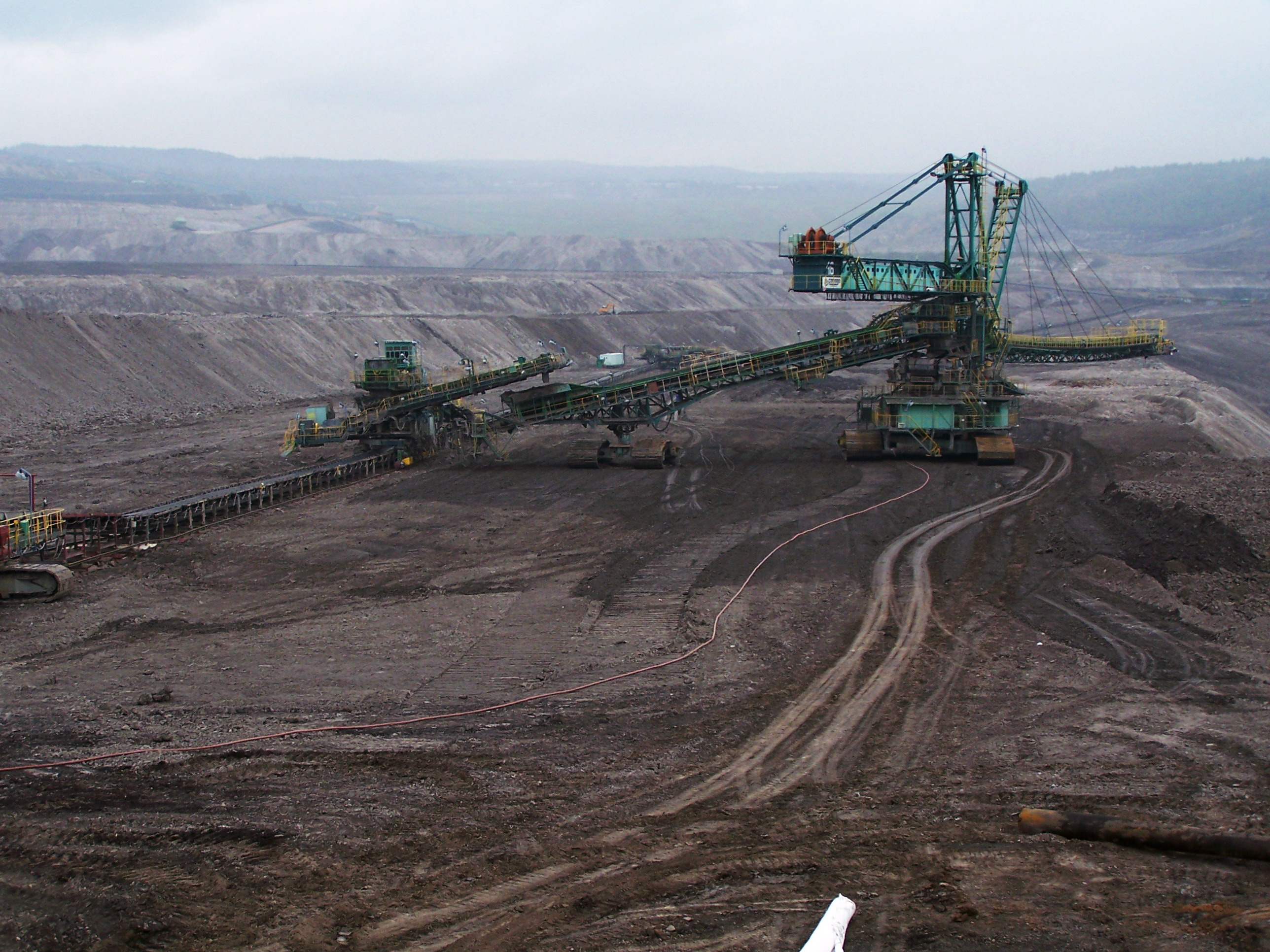
Угольный разрез — работает абзетцер

Ископа́емое то́пливо — каменный уголь, нефть, горючий сланец, природный газ и его гидраты, торф и другие горючие минералы и вещества из группы каустобиолитов, применяемые в основном как топливо.
Добываются под землёй или открытым способом. Образование ископаемого топлива происходило в процессе разложения в анаэробных условиях, под воздействием тепла и давления в земной коре в течение миллионов лет. Уголь и торф — топливо, образующееся по мере накопления и разложения ископаемых остатков животных и растений. Ископаемые виды топлива являются невозобновляемым природным ресурсом, так как накапливались миллионы лет.
Ископаемое топливо — основной вид энергетических ресурсов.
Согласно данным Управления по энергетической информации США, в 2007 году в качестве первичных источников энергии использовались: нефть — 36,0 %, уголь — 27,4 %, природный газ — 23,0 %, в общей сложности доля ископаемого топлива составила 86,4 % от всех источников (ископаемых и неископаемых) потребляемой первичной энергии в мире. При этом в состав неископаемых источников энергии включены: гидроэлектростанции — 6,3 %, ядерное — 8,5 %, и другие (геотермальная, солнечная, приливная, энергия ветра, сжигания древесины и отходов) в размере 0,9 %.[обновить данные]

## Краткая характеристика

### Уголь

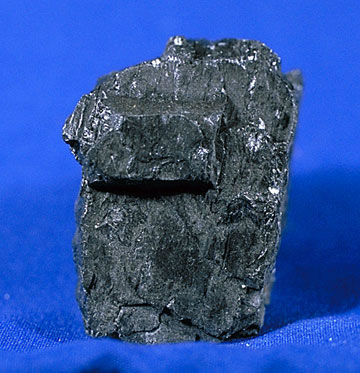
Ископаемый уголь

Уголь — вид ископаемого топлива, образовавшийся из частей древних растений под землёй без доступа кислорода. Международное название углерода происходит от лат. carbō («уголь»). Уголь был первым из используемых человеком видов ископаемого топлива. Он позволил совершить промышленную революцию, которая, в свою очередь, способствовала развитию угольной промышленности, обеспечив её более современной технологией. Уголь, подобно нефти и газу, представляет собой органическое вещество, подвергшееся медленному разложению под действием биологических и геологических процессов. Основа образования угля — растительные остатки. В зависимости от степени преобразования и удельного количества углерода в угле различают четыре его типа:
- бурые угли (лигниты);
- каменные угли;
- антрациты;
- графиты.

В западных странах имеет место несколько иная классификация — лигниты, суббитуминозные угли, битуминозные угли, антрациты и графиты, соответственно.

### Нефть
Нефть — природная маслянистая горючая жидкость, состоящая из сложной смеси углеводородов и некоторых других органических соединений. По цвету нефть бывает красно-коричневого, иногда почти чёрного цвета, хотя иногда встречается и слабо окрашенная в жёлто-зелёный цвет и даже бесцветная нефть; имеет специфический запах, распространена в осадочных породах Земли. Нефть известна человечеству с древнейших времён. Однако в наши дни нефть является одним из важнейших для человечества полезным ископаемым.

### Горючие сланцы
Горючий сланец — полезное ископаемое из группы твёрдых каустобиолитов, дающее при сухой перегонке значительное количество смолы (близкой по составу к нефти). Сланцы в основном образовались 450 миллионов лет тому назад на дне моря из растительных и животных остатков. Горючий сланец состоит из преобладающих минеральных (кальциты, доломит, гидрослюды, монтмориллонит, каолинит, полевые шпаты, кварц, пирит и других) и органических частей (кероген), последняя составляет 10—30 % от массы породы и только в сланцах самого высокого качества достигает 50—70 %. Органическая часть является био- и геохимически преобразованным веществом простейших водорослей, сохранившим клеточное строение (талломоальгинит) или потерявшим его (коллоальгинит); в виде примеси в органической части присутствуют измененные остатки высших растений (витринит, фюзенит, липоидинит).

### Природный газ
Природный газ — смесь газов, образовавшаяся в недрах земли при анаэробном разложении органических веществ. Относится к полезным ископаемым. Природный газ в пластовых условиях (условиях залегания в земных недрах) находится в газообразном состоянии — в виде отдельных скоплений (газовые залежи) или в виде газовой шапки нефтегазовых месторождений, либо в растворённом состоянии в нефти или воде. При стандартных условиях (101,325 кПа и +20 °C) природный газ находится только в газообразном состоянии. Также природный газ может находиться в кристаллическом состоянии в виде естественных газогидратов.

#### Газовые гидраты
Газовые гидраты — кристаллические соединения, образующиеся при определённых термобарических условиях из воды и газа. Название «клатраты» (от лат. clathratus — «сажать в клетку»), было дано Пауэллом в 1948 году. Гидраты газа относятся к нестехиометрическим соединениям, то есть соединениям переменного состава.

#### Сланцевый газ
Сланцевый природный газ — природный газ, добываемый из горючих сланцев и состоящий преимущественно из метана.

### Торф
Торф — горючее полезное ископаемое; образовано скоплением остатков растений, подвергшихся неполному разложению в условиях болот. Содержит 50—60 % углерода. Теплота сгорания (максимальная) — 24 МДж/кг. Используется комплексно как топливо, удобрение, теплоизоляционный материал и так далее. Для болота характерно отложение на поверхности почвы неполно разложившегося органического вещества, превращающегося в дальнейшем в торф. Слой торфа в болотах не менее 30 см (если меньше, то это заболоченные земли).

## Происхождение
Ископаемые виды топлива содержат высокий процент углерода и включают ископаемый уголь, нефть и природный газ. В свою очередь, нефть, газ, а также ископаемый уголь образовались из отложений когда-то живших организмов под воздействием высокой температуры, давления и анаэробного разложения погребённых под слоем осадочных пород мёртвых организмов. Возраст организмов в зависимости от вида ископаемого топлива составляет, как правило, миллионы лет, а иногда превышает 650 миллионов лет. Более 80 % нефти и газа, которые используются в настоящее время, сформировались в наслоениях, которые образовались в мезозое и в третичный период между 180 и 30 млн лет назад из морских микроорганизмов, накопившихся в виде осадочных пород на морском дне.
Основные составляющие нефти, а также газа сформировались в то время, когда органические остатки ещё не полностью окислились, а углерод, углеводород и подобные им компоненты присутствовали в небольших количествах. Осадочные породы покрыли остатки этих веществ. Температура и давление увеличились, и жидкий углеводород скопился в пустотах скал.
В отношении происхождения нефти и природного газа существует альтернативная гипотеза, которая пытается объяснить образование некоторых аномальных месторождений нефти.

## Добыча

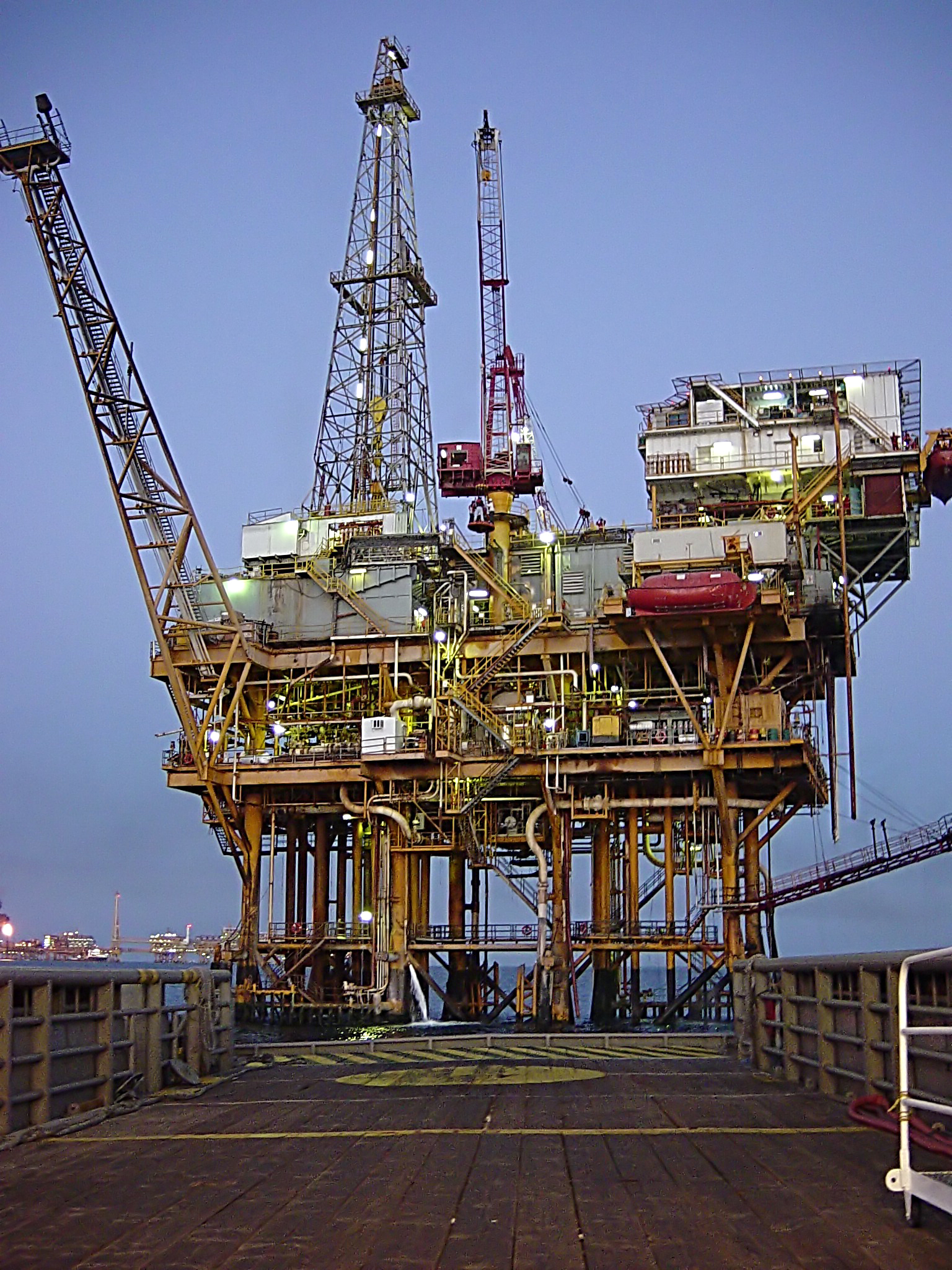
Нефтяная платформа в Мексиканском заливе

### Нефтедобыча
Нефтедобыча — подотрасль нефтяной промышленности, отрасль экономики, занимающаяся добычей природного полезного ископаемого — нефти. Раскопками на берегу Евфрата установлено существование нефтяного промысла за 6000—4000 лет до нашей эры. Её применяли в качестве топлива, а нефтяные битумы — в строительном и дорожном деле. Известна нефть была и в Древнем Египте, где она использовалась для бальзамирования покойников. Плутарх и Диоскорид упоминают о нефти как о топливе, применявшемся в Древней Греции. Около 2000 лет назад было известно о её залежах в Сураханах около Баку (Азербайджан). К XVI веку относится сообщение о «горючей воде — густе», привезённой с Ухты в Москву при Борисе Годунове. Несмотря на то, что начиная с XVIII века предпринимались отдельные попытки очищать нефть, тем не менее, она до второй половины XIX века использовалась в основном в натуральном виде. Однако пристальное внимание нефть привлекла к себе только после того, как было доказано в России заводской практикой братьев Дубининых (с 1823 года), а в Америке — химиком Б. Силлиманом (1855), что из неё можно выделить керосин — осветительное масло, подобное фотогену, получившему на тот момент широкое распространение и вырабатывавшемуся из некоторых видов каменных углей и сланцев. Этому способствовал разработанный в середине XIX века новый способ добычи нефти с помощью буровых скважин вместо колодцев (шахт). Промышленным способом первая (разведочная) нефтяная скважина была пробурена на Апшеронском полуострове в 1847 году, первая эксплуатационная скважина пробурена на реке Кудако на Кубани в 1864 году. В США первая скважина пробурена в 1859 году. При разработке нефтяных месторождений в пласт закачивают пресную воду (для поддержания давления в пласте), в том числе в смеси с попутным нефтяным газом (водогазовое воздействие) или различными химическими веществами для увеличения нефтеотдачи и борьбы с обводнённостью добывающих скважин. В связи с тем, что запасы нефти на суше истощаются, дальнейшее совершенствование технологии добывающей подотрасли нефтяной промышленности позволило начать разработку нефтяных месторождений континентального шельфа с помощью нефтяных платформ.

### Добыча ископаемого угля
Для извлечения угля с больших глубин издавна человечеством используются шахты. Самые глубокие шахты на территории Российской Федерации добывают уголь с глубины чуть более 1200 метров. В угленосных отложениях наряду с углём содержатся многие виды георесурсов, обладающих потребительской значимостью. К ним относятся вмещающие породы как сырьё для стройиндустрии, подземные воды, метан угольных пластов, редкие и рассеянные элементы, в том числе ценные металлы и их соединения. Применение струй в качестве инструмента разрушения в исполнительных органах очистных и проходческих комбайнов представляет особый интерес. При этом наблюдается постоянный рост в разработке техники и технологии разрушения угля, горных пород высокоскоростными струями непрерывного, пульсирующего и импульсного действия.
Современные газогенераторы обладают мощностью для трансформации твёрдого топлива от 60 тысяч м³/ч до 80 тысяч м³/ч, что позволяет широко применять подземную газификацию угля. Техника газификации развивается в направлении повышения производительности (до 200 тысяч м³/ч) и повышения КПД (до 90 %) путём повышения температуры и давления данного технологического процесса (до +2000 °C и 10 МПа соответственно). Проводились опыты по подземной газификации углей, добыча которых по различным причинам экономически невыгодна.
Угольный разрез — горное предприятие, предназначенное для разработки твёрдого ископаемого топлива открытым способом.

### Добыча торфа
В связи с тем, что все торфяные месторождения расположены на земной поверхности, торф разрабатывают открытым способом. Резной способ добычи торфа — старый, кустарный способ добычи торфа путём ручной резки торфовых кирпичей. Применялся на небольших и неглубоких торфяниках. Практически полностью вытеснен механизированными методами добычи торфа. На сегодняшний день разработаны и применяются две основные схемы добычи торфа:
- сравнительно тонкими слоями с поверхности земли и
- глубокими карьерами на всю глубину торфяного пласта.

Согласно первой из этих схем торф извлекают, вырезая верхний слой, согласно второй — экскаваторным (или кусковым) способом. В соответствии способу добычи торф подразделяют на отрезной (фрезерный) и кусковой.

### Добыча сланцевого газа
Несмотря на то, что сланцевый газ содержится в небольших количествах (0,2—3,2 миллиарда м³/км²), тем не менее, за счёт вскрытия больших площадей можно получать значительное количество такого газа. Для добычи сланцевого газа используют горизонтальное бурение (англ. directional drilling), гидроразрыв пласта (англ. hydraulic fracturing) и сейсмическое моделирование. Аналогичная технология добычи применяется и для получения угольного метана. Вместо гидроразрыва пласта может использоваться пропановый фрекинг.

## Темпы потребления
Уголь был первым из используемых человеком видов ископаемого топлива. Он позволил совершить промышленную революцию, которая, в свою очередь, способствовала развитию угольной промышленности, обеспечив её более современной технологией.
За XVIII век количество добываемого угля увеличилось на 4000 %, К 1900 году добывалось 700 миллионов тонн угля в год, затем наступил черёд нефти. Потребление нефти росло около 150 лет и в начале третьего тысячелетия выходит на плато. В настоящее время в мире добывается более 87 миллионов баррелей в день или около 5 миллиардов тонн в год.

## Извлекаемые запасы (резервы)

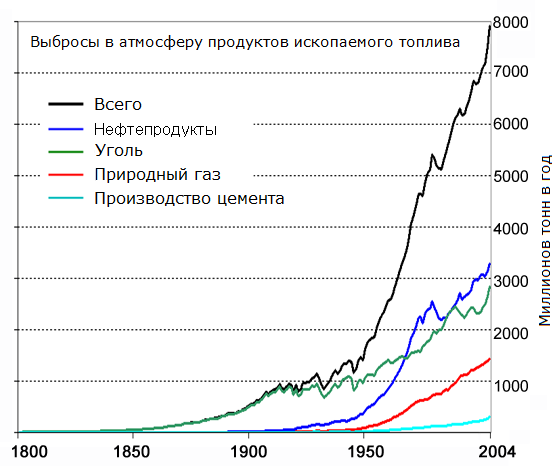
Глобальный выброс ископаемого углерода по видам топлива, 1800—2007 годыПримечание: Углерод составляет только 27 % от массы СО_{2}

По опубликованным расчётам оценка запасов угля составляет около 500 миллиардов тонн, а количество извлекаемой нефти на Земле составляет около двух триллионов баррелей. Согласно теории Хабберта, в связи с тем, что нефть является невозобновляемым ресурсом, то рано или поздно её общемировая добыча достигнет своего пика (термин Пик нефти обозначает максимальное мировое производство нефти, которое было либо будет достигнуто). Добыча нефти в США достигла максимума в 1971 году  (англ.), и с тех пор убывает. Международное агентство по энергетике (IEA) в докладе «World Energy Outlook 2004», в частности, отметило: «Ископаемое топливо в настоящее время обеспечивает бо́льшую часть мирового потребления энергии и будет продолжать это делать в обозримом будущем. Хотя в настоящее время запасы велики, они не вечны».
Доказанные запасы по данным 2005—2006 годов:
- Ископаемый уголь: 905 млрд метрических тонн[11] или 702,1 км³ (4416 млрд баррелей) в пересчёте на нефтяной эквивалент.
- Нефть: 177,9 км³ (1119 млрд баррелей) — 209,4 км³ (1317 млрд баррелей)[12].
- Природный газ: 175—181 триллион кубических метров[12] или 1161 миллиард баррелей (184,6×109 м³) в пересчёте на нефтяной эквивалент.

Добыча ископаемых видов топлива по данным 2006 года:
- Ископаемый уголь: 16,761 млн метрических тонн[13], или 8,3 миллиона м³ (52 миллиона баррелей) в пересчёте на нефтяной эквивалент в сутки.
- Нефть: 13,4 миллиона м³ в сутки (84 миллиона баррелей в сутки)[14].
- Природный газ: 2,963 триллиона кубометров[15] или три миллиона м³ (19 млн баррелей) в пересчёте на нефтяной эквивалент в сутки.

Доказанные запасы (годы добычи в текущем темпе), остающиеся в Земле (2006):
- ископаемый уголь: на 148 лет;
- нефть: на 43 года;
- природный газ: на 61 год.

## Значение

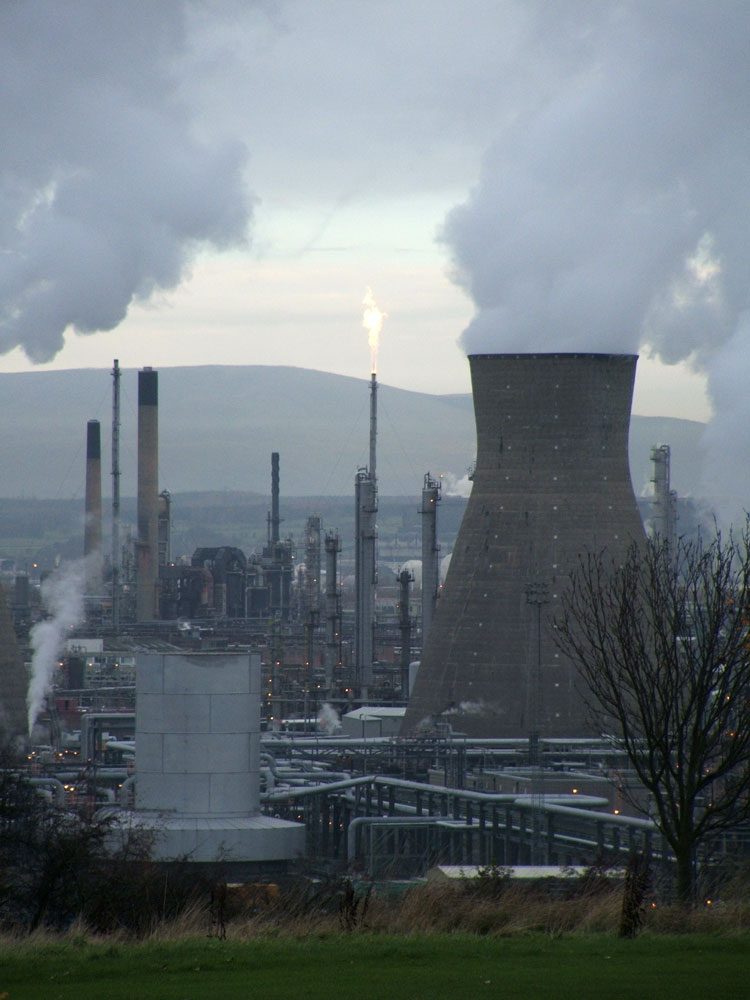
Нефтехимический завод в Гренджмуте (Шотландия

Большая часть ископаемого топлива сжигается для получения электрической энергии, подогрева воды и отопления жилых помещений. Издавна человеком в хозяйственной деятельности используются ископаемый уголь, торф, горючие сланцы. Природный газ считался побочным продуктом нефтедобычи, однако в настоящее время становится весьма ценным ископаемым природным ресурсом. Кроме того, в современном мире ископаемое топливо используется в качестве моторного топлива, смазочных материалов и сырья для органического синтеза.

## Влияние на окружающую среду

### Эмиссия CO2
Сжигание ископаемых видов топлива приводит к выбросам диоксида углерода (CO2) — парникового газа, который сохраняется в атмосфере столетиями и вносит наибольший вклад в глобальное потепление. Климатические исследования надежно установили близкую к линейной связь между величиной глобального потепления и количеством накопленного в атмосфере диоксида углерода CO2. Для ограничения глобального потепления величиной 2 °C с назначенным шансом на успех, необходимо установить предельную величину будущих совокупных выбросов CO2, которые, таким образом, представляют собой конечный по величине общий глобальный ресурс. Эмиссионный бюджет СО2, определяемый из цели предотвращения неприемлемого глобального потепления, означает, что 60—80 % запасов ископаемого топлива должны оставаться нетронутыми, для чего требуется немедленное и резкое снижение текущих темпов добычи и сжигания ископаемого топлива.
В то же время мировые финансовые рынки в основном игнорируют необходимость ограничения эмиссии CO2. Добыча ископаемого топлива продолжает субсидироваться правительствами многих стран, большие средства продолжают расходоваться на разведку новых запасов. Инвесторы склонны полагать, что все запасы углеродного сырья могут стать объектом добычи и коммерческого использования.
Начиная с 2012 года, ряд экологических групп проводят глобальную кампанию за бойкот инвестиций в ископаемое топливо, логику которой её инициаторы формулируют следующим образом: «если неправильно разрушать климат, то неправильно и получать прибыль от этого разрушения».
Масштабы кампании быстро расширяются, её официально поддержала ООН. Несколько транснациональных инвесторов (например, крупнейшая страховая компания Франции AXA) объявили о полном деинвестировании своих средств из добычи угля.

### Роль выбросов природного газа
Природный газ, основную часть которого составляет метан, также является парниковым газом. Парниковый эффект одной молекулы метана примерно в 20—25 раз сильнее, чем у молекулы CO2, поэтому с климатической точки зрения сжигание природного газа предпочтительней его попаданию в атмосферу.

### Другие воздействия
На долю предприятий топливно-энергетического комплекса России приходится половина выбросов вредных веществ в атмосферный воздух, более трети загрязнённых сточных вод, треть твёрдых отходов от всей национальной экономики. Особую актуальность приобретает планирование экологических мероприятий в районах пионерного освоения ресурсов нефти и газа.

## Ограничения и альтернативы
Принцип спроса и предложения предполагает, что по мере уменьшения запасов (и снижения добычи) углеводородного сырья цены на ископаемое топливо будут расти. Поэтому неизбежное повышение цен на топливо приведёт к росту альтернативных, возобновляемых источников энергии, а также поставок, ранее нерентабельных источников топлива, которые станут доступными при условии их разумной эксплуатации. Искусственный бензин и другие возобновляемые источники энергии в настоящее время требуют получения сырья, а также дорогих технологий производства и переработки, в сравнении со стоимостью обычной добычи запасов нефти, однако могут стать экономически жизнеспособными в развитии энергетики ближайшего будущего. Итак, различные альтернативные источники энергии включают в себя атомные (ядерные и термоядерные), гидроэлектростанции, солнечные, ветряные и геотермальные электростанции.